# Wildpath
Wildpath ist eine französische Symphonic-Metal-Band, die 2001 in Paris von Alexis Garsault und Olivier Caron gegründet wurde.

## Stil
Wildpath spielt Symphonic Metal mit besonderer Dominanz der orchestralen Elemente. Verglichen mit anderen Vertretern dieses Genres treten hierbei die Gitarren vermehrt stark in den Hintergrund, wenngleich viele ihrer Songs auch Soli enthalten. Die Kompositionen sind dabei sehr komplex und verspielt, werden zudem von folkloristischen und elektronischen Einflüssen gesättigt.

## Diskografie
- 2004: Gates of Fantasy (Demo)
- 2005: Necromancer (Demo)
- 2006: Nyx Secrets (Album, Stay Gold)
- 2009: Non Omnis Moriar (Album, Stay Gold)
- 2011: Underneath (Album, Brennus Music)
- 2015: Disclosure (Album)
- 2016: Still - Acoustic Live Experience (Konzertalbum)

## Musikvideos
- 2011: The Raven feat. Constance Amelane
- 2012: Buried Moon (Regie: Edouard Mahier und Yann Philippe)
- 2014: Petrichor (Regie: Edouard Mahier und Yann Philippe)
- 2015: Everlasting Wish - Acoustic Version